# George Robert Gray

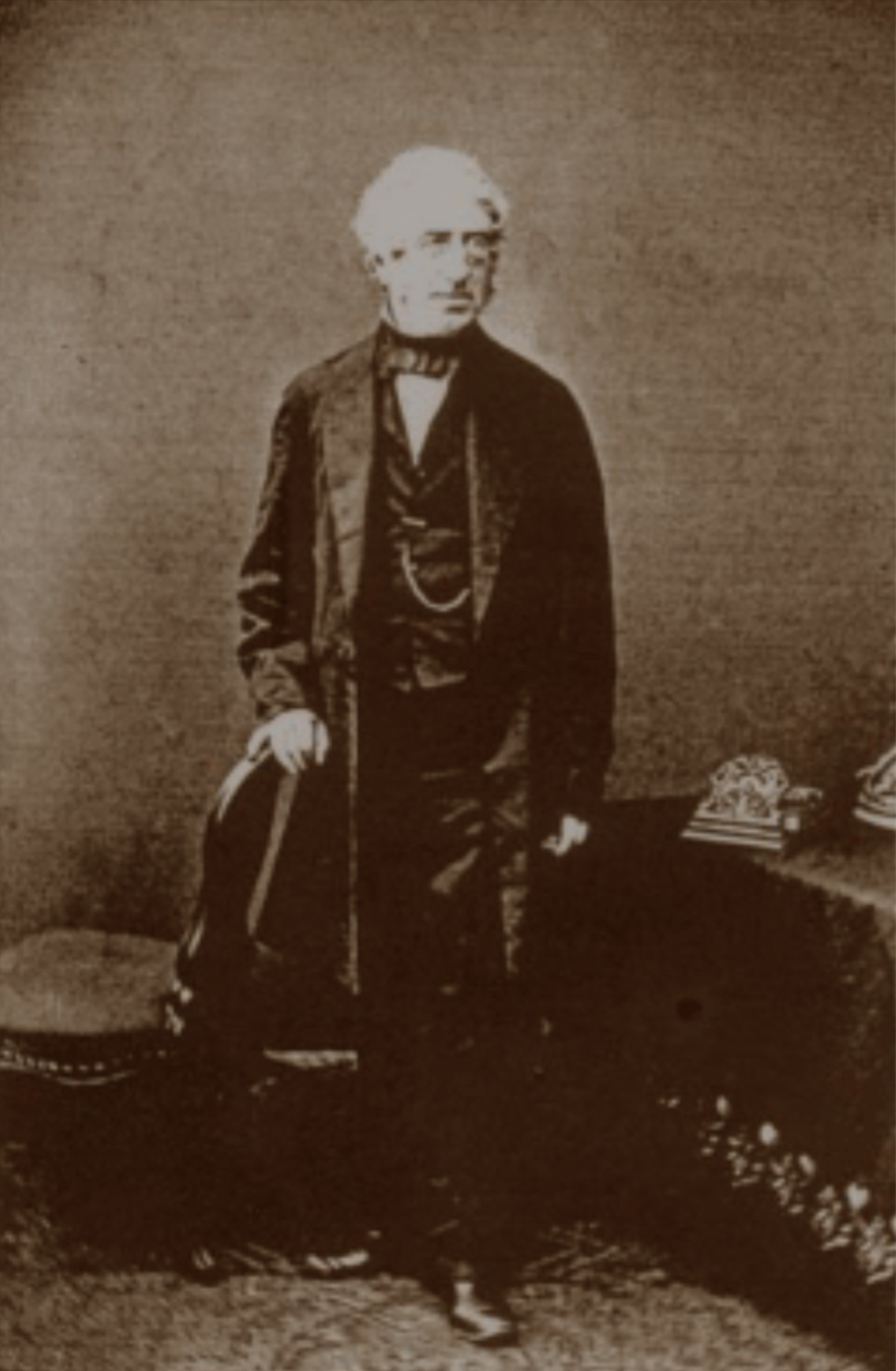
George Robert Gray

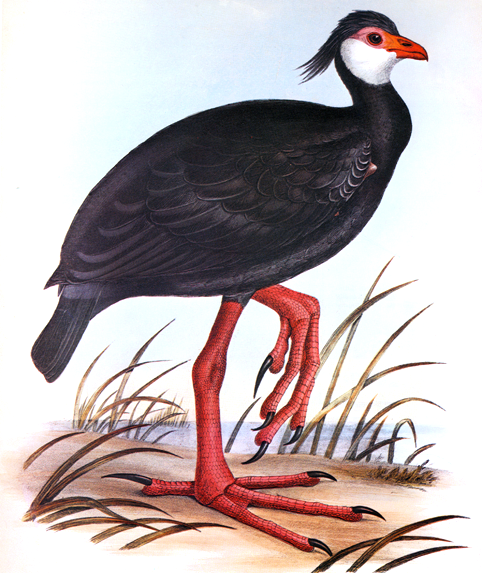
Chauna sp. Südamerika, aus Genera of Birds von G.R. Gray

George Robert Gray (* 8. Juli 1808 in Chelsea; † 6. Mai 1872 in London) war ein britischer Zoologe, dessen Schwerpunkt in der Erforschung der Vögel lag. Er war der Sohn des Zoologen Samuel Frederick Gray und Bruder von John Edward Gray.

## Leben und Wirken
George Robert Gray absolvierte seine Ausbildung an der Merchant’s Taylor School und konzentrierte danach seine Studien privat auf die Entomologie und die Ornithologie. 1831 wurde er Assistent am Zoological Department des Britischen Museums in London. 1842 wurde er Mitglied der Kommission „Nomenclator Zoologicus“, zusammen mit Louis Jean Rudolphe Agassiz und Charles Lucien Jules Laurent Bonaparte. 1866 wurde Gray in die Royal Society aufgenommen; 1872 starb er in London.

## Werke (Auswahl)
- The Entomology of Australia, in a series of Monographs. Part I. The Monograph of the Genus Phasma. London 1833
- List of the genera of birds. London 1840.
- Description and Figures of some new Lepidopterous Insects chiefly from Nepal. Brown, Green, and Longmans, London 1846.
- Handlist of the genera and species of birds. London 1869–72.